# Satoh Kayo
Satoh Kayo (佐藤　かよ, sinh ngày 26 tháng 12 năm 1988) là một người mẫu và một nhân vật nổi tiếng trên truyền hình người Nhật Bản. Vì vẻ ngoài xinh đẹp của mình nên tiếng tăm của cô nhanh chóng lan tỏa ở Nhật Bản và trên toàn thế giới vào tháng 9 năm 2010 sau khi cô tuyên bố rằng giới tính của cô khi sinh là nam..
Cô còn được biết đến là một người chơi Street Fighter khá tốt. Nhân vật chủ yếu của cô là Crimson Viper (trong Super Street Fighter IV).